# Ghiacciaio Foord
Il ghiacciaio Foord è un ghiacciaio lungo circa 3,5 km e largo 3,3, situato sull'isola di James Ross, davanti alla costa orientale della penisola Trinity, l'estremità settentrionale della Terra di Graham, in Antartide. Il ghiacciaio si trova in particolare sulla costa occidentale dell'isola, all'interno di un ripido circo glaciale, dove fluisce verso nord-ovest fino a entrare nella baia di Röhss.

## Storia
Così come l'intera isola di James Ross, il ghiacciaio Foord è stato cartografato per la prima volta nel corso della Spedizione Antartica Svedese, condotta dal 1901 al 1904 al comando di Otto Nordenskjöld, tuttavia esso è stato così battezzato solo nel 2012 dal Comitato britannico per i toponimi antartici in onore di Susan Foord, assistente di ricerca sul campo per il British Antarctic Survey, che nei primi anni 2000 si occupò della raccolta di carote di ghiaccio sull'isola Berkner e sull'isola di James Ross.